# Армійська група «Гейнріці»
Армійська група «Гейнріці» (нім. Armeegruppe Heinrici) — армійська група, оперативно-стратегічне угруповання Вермахту на Східному фронті за часів Другої світової війни.

## Історія
Армійська група «Гейнріці» вперше була утворена 18 серпня 1944 шляхом перейменування армійської групи «Раус».

## Райони бойових дій
- Чехословаччина та Польща (18 серпня — 21 жовтня 1944 та 17 грудня 1944 — 18 лютого 1945)

## Командування

### Командувачі
- генерал-полковник Готтард Гейнріці (нім. Gotthard Heinrici) (18 серпня — 21 жовтня 1944);
- генерал-полковник Готтард Гейнріці (17 грудня 1944 — 18 лютого 1945).

## Бойовий склад армійської групи «Гейнріці»
Формування управління, забезпечення та підтримки
- 311-те головне артилерійське командування (HArko 311);
- 1-ше управління постачання танкової армії (Panzer-Armee-Nachschubführer 1);
- 492-й армійський топографічний відділ (Armeekartenstelle 492);
- 531-ша комендатура тилу (Korück 531);
- 1-й танковий армійський полк зв'язку (Panzer-Armee-Nachrichten-Regiment 1).

- 1-ша танкова армія (1. Panzer-Armee);
- 1-ша угорська армія (1. ungarische Armee);
- 154-та резервна дивізія (154. Reserve-Division).

- 1-ша танкова армія ;
- 1-ша угорська армія;
- 154-та навчально-польова дивізія (154. Feldausbildungs-Division).